# Éditions Rieder
Les Éditions Rieder sont une maison d'édition française créée en 1913 et fusionnée en 1939 pour former les Presses universitaires de France.

## Création et développement
En juin 1913, la société d’édition « Édouard Cornély & Cie » cède son fonds à l’un de ses principaux employés, Frédéric Rieder (1873-1933), qui monte dans la foulée la « Librairie F. Rieder & Cie ». Pierre Caron et Albert Crémieux en deviennent les directeurs éditoriaux. Frédéric Rieder ne joua qu'un rôle de prête-nom financier, d'ailleurs il se retira en 1926, cédant ses dernières parts à Caron et Crémieux.
Tout autre fut le rôle de Pierre Caron : proche de Charles Péguy dès avant 1899, cet historien archiviste travaillait à la « Société nouvelle de librairie et d’édition, librairie Georges Bellais » et provoqua un rapprochement entre Bellais et Cornély en 1902. Par la suite, vinrent se greffer les Cahiers de la quinzaine. Les Éditions Rieder héritent donc à leurs débuts d'un fonds d'auteurs socialistes ou pacifistes, comme Romain Rolland ou Jean Jaurès. Au moment de la déclaration de guerre, Rieder lance une revue médicale, La Médecine (juillet 1914, n°1).
En 1919, les locaux d'édition s'établissent au 7 place Saint-Sulpice. Un nouveau directeur est nommé en 1920, Jacques Robertfrance (Raymond François, dit), qui lance en février 1923 la revue Europe, et en confie la direction à René Arcos, Paul Colin et Romain Rolland. Par la suite, Albert Crémieux appela Emmanuel Berl en renfort.
Rieder publie des auteurs de gauche comme Jean-Richard Bloch et Paul Nizan, pacifiste comme Leonhard Frank, ou d'inspiration populiste comme Joseph Jolinon. Elle lance aussi une collection d'auteurs étrangers, des livres de photographies, et des essais en sciences humaines. Sa réputation s'étend au-delà des frontières ; elle obtient le prix Goncourt en 1928 pour Un homme se penche sur son passé de Maurice Constantin-Weyer.
Après la crise de 1929, Rieder connaît des difficultés. Un rapprochement logistique est initié en 1934 avec les éditions Félix Alcan puis, en 1937, sous l'égide du service commercial des Presses universitaires de France, avec la Librairie Ernest Leroux. En 1939, Rieder, Alcan, et Leroux forment avec les Presses une coopérative sous la marque « Quadrige » et fusionnent de fait sous le seul nom des Presses universitaires de France (PUF).

## Collections au catalogue

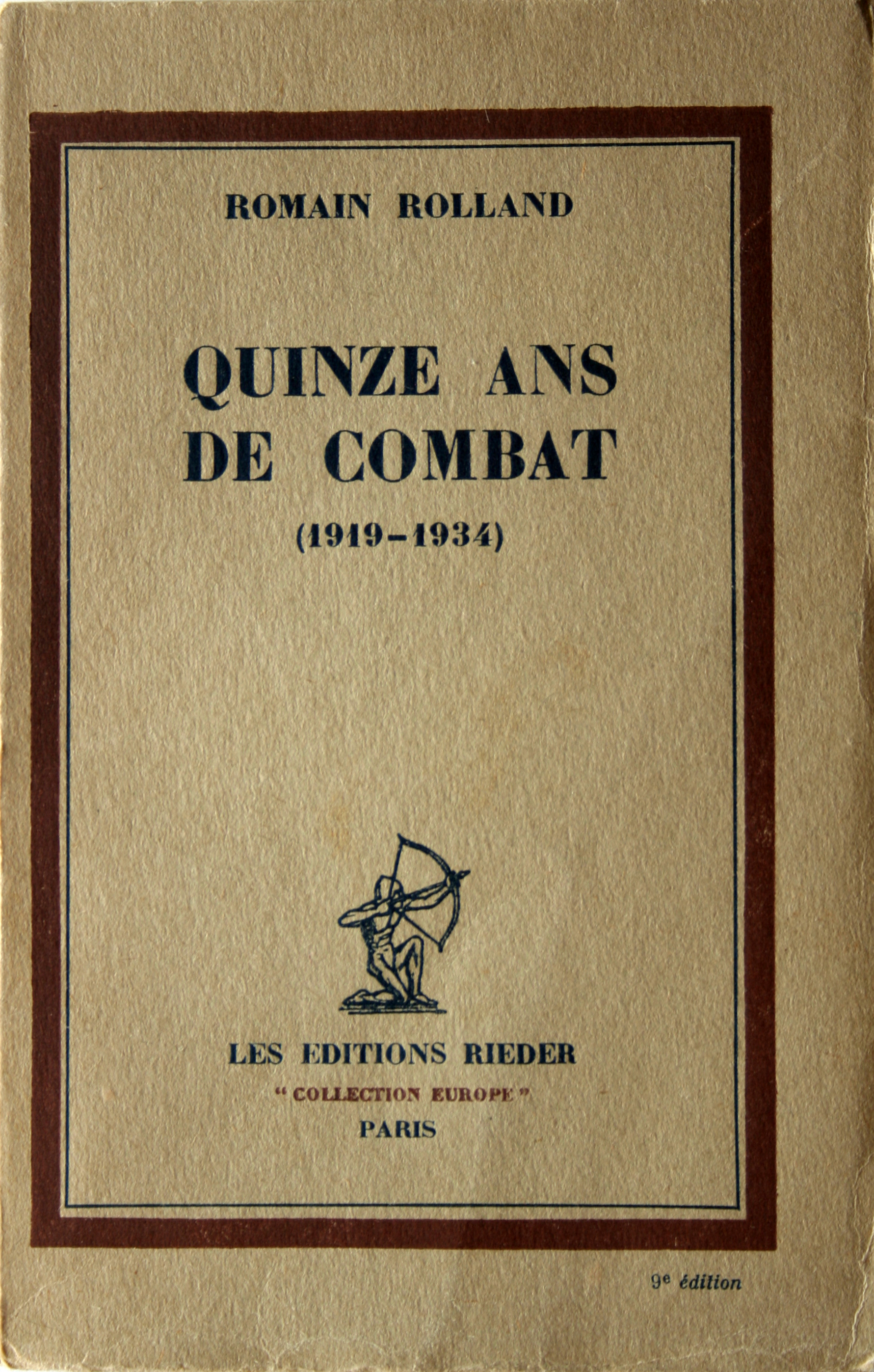
Quinze Ans de combat, par Romain Rolland, 1935.

- « Les prosateurs étrangers modernes » (1920-40) ;
- « L'Art français depuis vingt ans » sous la direction de Léon Deshairs (1921-28) ;
- « Les États contemporains » sous la direction de Pierre Caron et Michel Lhéritier (1921-37)[5] ;
- « L'Archer. Correspondance littéraire et artistique » (1922) ;
- « Maîtres de l'Art moderne » sous la direction de Tristan Klingsor (1923-39) ;
- « Judaïsme » sous la direction de P.-L. Couchoud et Edmond Fleg (1923-33);
- « Prosateurs français contemporains » (1921-1930) ;
- « Christianisme » sous la direction de P.-L. Couchoud (1924) ;
- « Bibliothèque générale illustrée » (1926-38) ;
- « Les Textes du Christianisme » (1927-33) ;
- « Annales d'histoire du christianisme » (1928-30) ;
- « Philosophie » dirigée par Pierre Morhange (1929-37) ;
- « Maîtres de la Musique ancienne et moderne » (1929-39) ;
- « Maîtres des Littératures » (1929-38) ;
- « Collection Europe » (1931-39) ;
- « Le Risque: Aventures extraordinaires », collection de romans d'aventures (1934).